# Brezna (miasto Kraljevo)
Brezna (cyr. Брезна) – wieś w Serbii, w okręgu raskim, w mieście Kraljevo. W 2011 roku liczyła 77 mieszkańców.